# Olaf Thiede
Olaf Thiede (* 1957 in Leipzig), wohnhaft in Potsdam-Babelsberg, ist ein Maler und Grafiker aus Potsdam, dessen Arbeiten u. a. in der Brandenburgischen Staatskanzlei und im Eingangsbereich des Oberbürgermeisters der Landeshauptstadt Potsdam ausgestellt wurden. Sein Vater war der deutsche Schauspieler und Regisseur Erich Thiede.

## Leben
Von 1973 bis 1975 absolvierte Thiede eine Lehre als Handschriftsetzer im Druckkombinat Berlin. Von 1979 bis 1982 Grafikstudium an der Fachschule für Werbung und Gestaltung Berlin-Schöneweide. Von 1982 bis 1987 war er Grafiker in der Handelswerbung Potsdam, von 1987 bis 1989 Grafiker im Interhotel Potsdam. Seit 1989 freischaffender Maler und Gebrauchsgrafiker, Buchautor und Buchillustrator. Bedeutsam sind seine mit Pastell-Kreide gezeichneten Bilder der Märkischen Landschaften und des Havellandes. Von 1996 bis 2006 war Olaf Thiede Organisator der Ausstellungsreihe " Havelländische Malerkolonie Caputh/Ferch ".
Im Jahre 2007 erschien als Gemeinschaftswerk mit dem Gartenhistoriker Jörg Wacker "Chronologie Potsdam und Umgebung", eine dreibändige Zusammenstellung historischer Fakten. 2014 erschienen von ihm als Autor und Herausgeber die Bücher "Die Havel – Von der Quelle bis zur Mündung" und 2018 "Potsdam im Blick – Barocke Sichtbeziehungen der Potsdamer Innenstadt".
Vom 2. bis 10. Juli 2016 fand eine Personalausstellung anlässlich der 800-Jahr-Feier von Saarmund in der Saarmunder Kirche statt.
11. Januar 2020 – 23. Februar 2020 Ausstellung "Reise nach Süden" in Matschkes Galerie Café – Am Neuen Garten, Potsdam.
April 2022 große Personalausstellung "KALEIDOSKOP" im Kongresshotel Potsdam - Am Luftschiffhafen 1,Potsdam.